# Các ngày lễ tại Azerbaijan

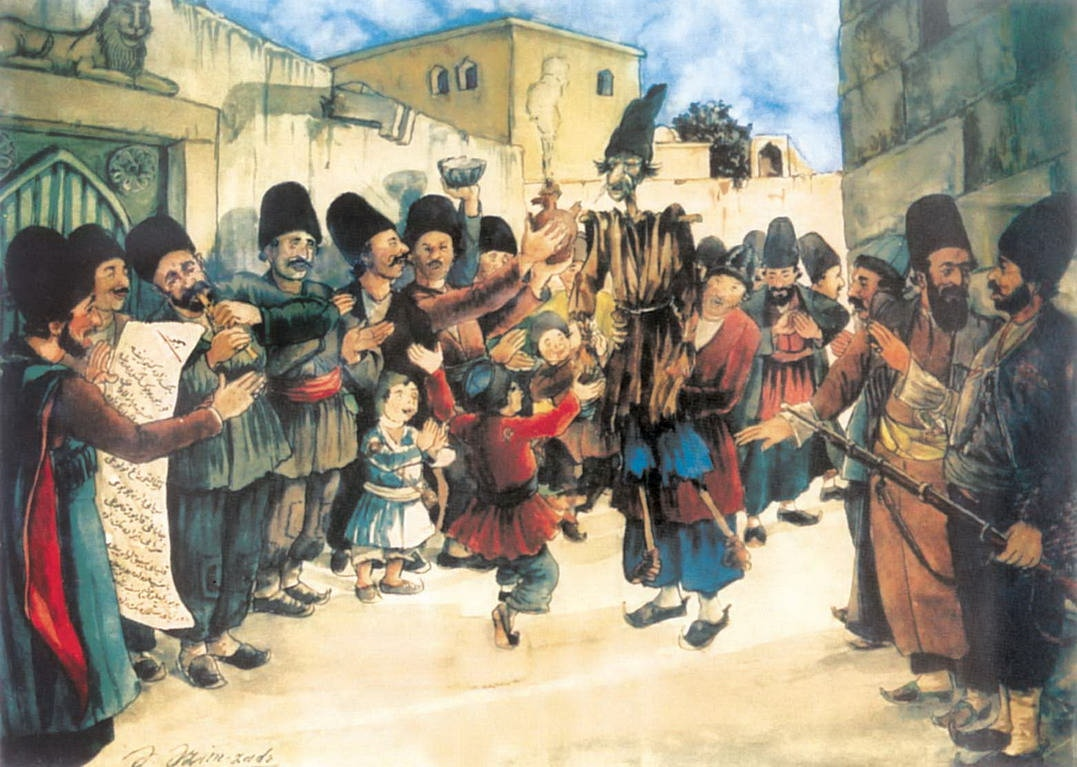
Ngày lễ tại một làng của Azerbaijan, thập niên 1930. Tác phẩm của Azim Azimzade.

Có một số ngày lễ tại Azerbaijan.  Các ngày lễ được quy định trong hiến pháp của CHXHCNXV Azerbaijan lần đầu tiên vào ngày 19 tháng 5 năm 1921. Ngày nay chúng được quy định trong Hiến pháp Azerbaijan.

## Ngày lễ

### Ngày lễ chính
| Ngày                         | Tên gọi                                    | Tên gọi tiếng Azerbaijan                          | Ghi chú |
| ---------------------------- | ------------------------------------------ | ------------------------------------------------- | --- |
| 1–2 tháng 1                  | Tết Dương lịch                             | Yeni il                                           | 2 ngày |
| tháng 1                      | Ngày Liệt sĩ                               | Qara Yanvar                                       | Kỷ niệm Tháng Giêng đen (1990) khi binh sĩ Liên Xô tiến vào Baku và giết hơn 130 thường dân. |
| 8 tháng 3                    | Ngày Phụ nữ                                | Qadınlar günü                                     | 1 ngày |
| 20–24 tháng 3                | Lễ hội Mùa xuân                            | Novruz                                            | 5 ngày |
| 9 tháng 5                    | Ngày Chiến thắng chủ nghĩa phát xít        | Faşizm üzərinə qələbə günü                        | Để vinh danh chiến thắng của Liên Xô trước Đức Quốc xã trong Thế chiến thứ hai. |
| 28 tháng 5                   | Ngày Độc lập                               | Müstəqillik Günü                                  | Thành lập Cộng hòa Dân chủ Azerbaijan (1918). |
| 15 tháng 5                   | Ngày Cứu quốc                              | Azərbaycan xalqının Milli Qurtuluş günü           | Nghị viện mời Heydar Aliyev đến Baku để lãnh đạo quốc gia (1993). |
| 26 tháng 6                   | Ngày Lực lượng vũ trang Azerbaijan         | Azərbaycan Respublikasının Silahlı Qüvvələri günü | Kỷ niệm ngày thành lập Quân đội Quốc gia Azerbaijan vào ngày này năm 1918. |
| 8 tháng 11                   | Ngày Chiến thắng                           | Zəfər Günü                                        | Kỷ niệm chiến thắng của Azerbaijan trong Chiến tranh Nagorno-Karabakh 2020 cũng như trong Trận chiến Shusha. Đây là một ngày không làm việc. |
| 9 tháng 11                   | Ngày Quốc kỳ                               | Dövlət Bayrağı günü                               | Kỷ niệm việc thông qua Quốc kỳ Azerbaijan vào ngày 9 tháng 11 năm 1918, được chính thức thiết lập vào ngày 9 tháng 11 năm 2009, là Ngày Quốc kỳ. |
| 31 tháng 12                  | Ngày Đoàn kết quốc tế của người Azerbaijan | Dünya Azərbaycanlılarının Həmrəyliyi günü         | Lấy cảm hứng từ sự sụp đổ của Bức tường Berlin, Mặt trận Nhân dân Azerbaijan theo chủ nghĩa dân tộc kêu gọi và lãnh đạo việc xóa bỏ biên giới giữa Azerbaijan thuộc Liên Xô và Iran vào ngày 31 tháng 12 năm 1989. Sự kiện này kể từ đó được người Azeri trên khắp thế giới kỷ niệm là Ngày đoàn kết quốc tế của người dân Azerbaijan. |
| Thay đổi do âm lịch Hồi giáo | Eid al-Fitr                                | Ramazan Bayramı                                   | 2 ngày |
| Thay đổi do âm lịch Hồi giáo | Eid al-Adha                                | Qurban Bayramı                                    | 2 ngày |

### Các ngày lễ khác
Các ngày lễ quốc gia tại Azerbaijan vẫn là những ngày làm việc như sau:
- 30 tháng 1 – Ngày Phong tục của người Azerbaijan
- 2 tháng 2 – Ngày Thanh niên tại Azerbaijan[6]
- 11 tháng 2 – Ngày Sở Thuế vụ
- 26 tháng 2 – Ngày Kỷ niệm vụ thảm sát Khojaly
- 5 tháng 3 – Ngày Văn hoá thể chất và Thể thao
- 23 tháng 3 – Ngày Bộ Tài nguyên và Môi trường
- 28 tháng 3 – Ngày Quốc phòng
- 10 tháng 4 – Ngày của người xây dựng
- 10 tháng 5 – Lễ hội hoa
- 2 tháng 6 – Ngày Hàng không dân dụng
- 5 tháng 6 – Ngày Khai hoang
- 18 tháng 6 – Ngày Nhân quyền
- 20 tháng 6 – Ngày của ngành khí đốt
- 2 tháng 7 – Ngày Cảnh sát Azerbaijan
- 9 tháng 7 – Ngày Nhân viên ngành ngoại giao
- 22 tháng 7 – Ngày Báo chí Quốc gia tại Azerbaijan
- 1 tháng 8 – Ngày ngôn ngữ và bảng chữ cái Azerbaijan.
- 2 tháng 8 – Ngày Quốc gia điện ảnh Azerbaijan
- 15 tháng 9 – Ngày Tri thức
- 18 tháng 9 – Ngày Âm nhạc Quốc gia
- Ngày 20 tháng 9 - Ngày Dầu khí/Công nhân dầu khí Azerbaijan[7]
- 27 tháng 9 – Ngày tưởng niệm
- 1 tháng 10 – Ngày của các công tố viên tại Azerbaijan[8]
- 13 tháng 10 – Ngày Đường sắt Azerbaijan
- 18 tháng 10 – Ngày Khôi phục Độc lập
- 6 tháng 11 – Ngày của nhân viên Tàu điện ngầm Baku
- 12 tháng 11 – Ngày Hiến pháp
- 17 tháng 11 – Ngày Phục hưng Quốc gia
- 22 tháng 11 – Ngày Công lý của Azerbaijan
- 6 tháng 12 - Ngày Bộ Truyền thông và Công nghệ Thông tin Azerbaijan
- 12 tháng 12 – Ngày Tưởng niệm Heydar Aliyev
- 16 tháng 12 - Ngày Bộ Tình trạng Khẩn cấp Azerbaijan

### Ngày tôn giáo
Các ngày lễ Ramadan và Qurban vẫn là những ngày tôn giáo không làm việc ở Azerbaijan vì đất nước này rất thế tục và phi tôn giáo. Dân cư sùng đạo của đất nước, chủ yếu tại Nardaran và một số làng và khu vực khác kỷ niệm ngày Ashura, một ngày để tang của người Shia trong lịch Hồi giáo. Các nhóm tôn giáo thiểu số trong nước - chủ yếu là Cơ đốc nhân chính thống và người Do Thái - cũng kỷ niệm những ngày tôn giáo nổi bật trong đức tin của họ. Mặc dù thực tế là ngày lễ Novruz có nguồn gốc từ tôn giáo Hoả giáo, nhưng hầu như tất cả người dân Azerbaijan đều kỷ niệm ngày này với ý nghĩa một ngày lễ của mùa xuân.